# 里姆斯廷
里姆斯廷是德国巴伐利亚州的一个市镇。总面积20.00平方公里，总人口3749人，其中男性1754人，女性1995人（2011年12月31日），人口密度187人/平方公里。